# Tumanskij R-11
Il Tumanskij R-11 (Туманский Р-11), precedentemente denominato AM-11, è un motore turbogetto d'alta quota sovietico progettato negli anni cinquanta dall'ufficio tecnico affidato ad Aleksandr Aleksandrovich Mikulin (Александр Александрович Микулин), Sergej Konstantinovič Tumanskij (Сергей Константинович Туманский), e B.S. Stechkin. Il motore, dotato di compressore assiale, era stato inizialmente concepito senza postbruciatore per equipaggiare il ricognitore d'alta quota Yakovlev Yak-25RV.
L'R-11, entrato in produzione nel 1954, si rivelò un progetto di grande successo concretizzato in 20 900 esemplari costruiti.
Da questo modello vennero successivamente sviluppati i Tumanskij R-13 ed R-25.

## Versioni
- R-11V-300: prima versione di serie, per alta quota (Vysotnyj), senza postbruciatore.
- R-11F-300 (R-37F): versione dotata di postbruciatore (Forsaž), entrata in produzione nel 1956, ed installata sui MiG-21 F, P ed U.
- R-11AF-300: versione migliorata utilizzata sugli Yakovlev Yak-28 B, L e U.
- R-11F2-300: versione dotata di nuovo compressore assiale, postbruciatore ed ugello, utilizzato sui MiG-21 P, PF ed FL.
- R-11AF2-300: un R-11F2-300 adattato per essere installato sugli Yakovlev Yak-28I, R e P.
- R-11F2S-300: versione aggiornata utilizzata sui MiG-21 PFM, PFS, S, U ed UM, e sui Sukhoi Su-15 TM, UT e UM.

## Apparecchi utilizzatori
- Yakovlev Yak-28
- Yakovlev Yak-129
- MiG-21
- Sukhoi Su-15